# Malînivka, Henicesk
Malînivka (în ucraineană Малинівка) este un sat în comuna Rivne din raionul Henicesk, regiunea Herson, Ucraina.

## Demografie
Componența lingvistică a localității Malînivka
     Ucraineană (50%)
     Rusă (50%)
Conform recensământului din 2001, majoritatea populației localității Malînivka era vorbitoare de ucraineană (50%), existând în minoritate și vorbitori de rusă (50%).